# 鲍里斯·波诺马廖夫
鮑里斯·尼古拉耶維奇·波諾馬廖夫（羅馬化：Boris Nikolayevich Ponomaryov；1905年1月17日—1995年12月21日），苏联政治家，曾长期担任苏共中央国际部部长。是列昂尼德·勃列日涅夫执政时期苏联共产党第三号人物，其拥有的权力地位仅次于苏共政权第二号人物米哈伊尔·苏斯洛夫。

## 简介
波诺马廖夫被认为才能全面，和苏斯洛夫都是勃列日涅夫的手下。1963年7月6日至20日，波諾馬廖夫曾参与苏联共产党与邓小平、彭真、康生率领的中国共产党代表团的论战。
1964年10月14日，勃列日涅夫成为中央委员会第一书记当天，任命苏斯洛夫为第二书记，波诺马廖夫为第三书记。1966年4月8日，勃列日涅夫改第一书记为总书记，并敦促最高苏维埃通过宪法明文规定，将中央委员会总书记定性为执政党党魁兼国家元首兼政府首脑。而苏斯洛夫和波诺马廖夫则因为勃列日涅夫的信任，而继续保持他们在共产党内部的地位。
1973年至1977年曾参与1977年苏联宪法的起草。
1986年，时任中央委员会总书记的戈尔巴乔夫作出一系列重大人事改组，2月25日，波诺马廖夫被开除出中央委员会，并被解除所有职务。
1995年12月21日，波诺马廖夫因病逝世。他被安葬在列宁墓后的红場下。

## 影响
在勃列日涅夫时代，波诺马廖夫的地位达到了顶峰。假如勃烈日涅夫是godfather（教父），那么苏斯洛夫和波诺马廖夫就都是consiglieri（顧問）。而勃烈日涅夫又是个容易受别人影响的人。而且苏斯洛夫和波诺马廖夫分工明确，前者负责政策制定，后者负责政策执行。在通常情况下，只需勃列日涅夫，苏斯洛夫和波诺马廖夫三人讨论，便可决定重大政策。